# Диброва (Львовский район)
Диброва (укр. Діброва) — село в Жолковской городской общине Львовского района Львовской области Украины.
Население по переписи 2001 года составляло 60 человек. Занимает площадь 0.710 км². Почтовый индекс — 80344.